# Halmi Róbert
Id. Halmi Róbert (Budapest, 1924. január 22. – New York, 2014. július 30.) Primetime Emmy-díjas magyar származású televíziós filmek és minisorozatok producere.

## Életpályája

### Korai évek
Édesapja, Halmi Béla fotós volt; ő nevelte fel fiát, miután elvált, míg Róbert fiatal volt. Fényképészeti megbízatásai voltak a Habsburg királyi családnál és a Vatikánnál. Következésképpen Róbert már kicsi korától ismerte a fényképészeti folyamatokat.

### Fotográfus
A második világháború idején Magyarországért folytatott harcai miatt a nácik börtönbe vetették. A második világháború után, 1946-ban közgazdász diplomát szerzett a budapesti egyetemen, és angol nyelvtudásával munkát végzett a budapesti Time-Life riportereként. Fényképezni kezdett, az amerikai újságoknak szabadúszóként dolgozott, de a kommunista kormány gyanúja alá vonta, és ismét rövid időre börtönbe került. A szabadulása után a Szabad Európa Rádiónál dolgozott Ausztriában, mint műsorszolgáltató.
Halmi 1950-ben az USA-ba ment, New York-ba utazott. Miután kereskedelmi fotósnak bizonyult, megkereste a LIFE-t, és más magazinokat, köztük a Sports Illustrated-et. Kaland- és utazási történeteket bíztak rá, gyakran részt vettek az általa dokumentált eseményeken.

### Filmproducer
Miután a Life megszüntette a heti publikálást, dokumentumfilmeket készített a televízió számára. A 9 éves mostohafia, Kevin Gormannal egy kenyai maszáj törzsnél tett 1962-es látogatás során felmerült LIFE-történettel kapcsolatos tapasztalatai alapján megalkotta első nagyjátékfilmjét, a Visszatérés a főnök fiához (1974) című filmet, Richard Mulligan főszereplésével.
1979-ben fiával, Róberttel egy produkciós céget az RHI Entertainment-et (később Sonar Entertainment) megalapította. Irodalmi klasszikusokat adaptált a televízióhoz, beleértve az Odüsszeia (1997), Alice Csodaországban (1999), Moby Dick (1997) és Gulliver utazásai (1996) című filmeket. Televíziós filmek és sorozatok producere volt.
Apa-fia csapata (id. és ifj. Halmi Róbert) számos Hallmark Productions-ról is ismert volt, amelyeket közösen gyártottak vagy rendeztek, beleértve a 2010-es "You Lucky Dog" filmeket.
90 évesen is még mindig dolgozott; 2014. július 30-án hunyt el Manhattanban. Fia, Róbert és ötödik felesége, Caroline Gray túlélte őt. Robert mellett volt egy másik fia, Bill; mostohafia, Kevin Gorman; mostohalány, Kim Sampson, és két nővére, Julie Costello és Jorgie Lask.

## Filmjei
- Hugó, a víziló (1975)
- Wilson jutalma (1980)
- A legjobb barátok (1981)
- Az Operaház fantomja (1983)
- Állatfogó kommandó (1983)
- Hosszú vágta (1983)
- Verseny az Északi sarkért (1983)
- Nairobi ügy (1984)
- Játszani kell (1984)
- Mikulás végveszélyben (1984)
- Izzy és Moe (1985)
- Válaszút (1986)
- Szemenszedett hazugságok (1987)
- A bandavezér (1987)
- Az én virágárúsnőm (1987)
- Svindli a javából (1987)
- Egyedül a neondzsungelben (1988)
- Kémek, rémek és meztelenek (1988)
- A gepárd (1989)
- Roxanne és a Pulitzer-díj (1989)
- Orvvadászok (1990)
- Még emlékszem a szeretetre (1991)
- A titok (1992)
- Elfeledett győzelmek (1992)
- A vadon hívó szava (1992)
- Lehull a lepel (1993)
- Gypsy (1993)
- Kisvárosi incidens (1994)
- A remény városa (1994)
- Az őzgida (1994)
- Szabadlábon (1994)
- Betartott ígéret: Oksana Baiul története (1994)
- Scarlett (1994)
- Közel a gyilkoshoz (1995)
- Fehér törpe (1995)
- Johnny és lánya (1995)
- Emberrablók (1995)
- Gulliver utazásai (1996)
- A Napsugár fiúk (1996)
- Jake női (1996)
- Hidegvérrel (1996)
- Nemo kapitány (1997)
- Gyilkos hullámok (1997)
- Odüsszeia (1997)
- Robinson Crusoe kalandos élete (1997)
- Teréz Anya: A szegények istenének nevében (1997)
- Tiltott föld (1997)
- Hosszú az út hazafelé (1998)
- Moby Dick (1998)
- Merlin (1998)
- Tiltott szerelem (1998)
- Bűn és bűnhődés (1998)
- Alice Csodaországban (1999)
- Noé bárkája (1999)
- Állatfarm (1999)
- Karácsonyi ének (1999)
- Kleopátra (1999)
- A koboldok varázslatos legendája (1999)
- A tizedik királyság (2000)
- Don Quijote (2000)
- Az ezeregy éjszaka meséi (2000)
- Az aranygyapjú legendája (2000)
- Koldus és királyfi (2000)
- Utazás a mítoszok földjére (2001)
- H. G. Wells történetei (2001)
- A menedzser (2001)
- Békakirályfi - Édes kis hercegem (2001)
- Hófehérke (2001)
- A sárkány éve (2001)
- A lakatlan sziget kalandorai (2002)
- Lear főnök: Texas királya (2002)
- Dinotópia - Őslények szigete (2002)
- Partymikulás (2002)
- A Hókirálynő (2002)
- Őslények szigete (2002-2003)
- 9/11: A katasztrófa után (2003)
- Az oroszlán télen (2003)
- Karácsonyi ének - A musical (2004)
- Öten a Mennyországból (2004)
- Földtenger kalandorai (2005)
- A csikó (2005)
- Herkules (2005)
- Végveszélyben a Föld (2006)
- Tízparancsolat (2006)
- Varázsapu (2006)
- A sárkány fia (2006)
- Merlin 2 - A varázslóinas (2006)
- Flash Gordon (2007-2008)
- Marco Polo (2007)
- Ismeretlen mélység (2007)
- Az emberevő (2007)
- Vadászat a gyilkos krokodilra (2007)
- A Bádogember (2007)
- A rajzás éjszakája (2007)
- Szökőár (2007)
- Az ionvihar torkában (2007)
- A fenevad árnyékában (2007)
- Dr. Jekyll és Mr. Hyde (2008)
- Utazás a Föld középpontja felé (2008)
- Gyilkos hangyák (2008)
- A mágia színe (2008)
- A mocsár átka (2008)
- A láthatatlan kolónia (2008)
- Ismer valaki? (2009)
- Alice (2009)
- A Fantom (2009)
- Riverworld - A túlvilág partján (2010)
- Kalandok Sohaországban (2011)
- A kincses sziget (2012)
- Olümposz (2015)

## Díjai
- Primetime Emmy-díj (1996) Gulliver utazásai (1996)

## Fordítás
- Ez a szócikk részben vagy egészben  a   Robert Halmi című angol Wikipédia-szócikk ezen változatának fordításán alapul.  Az eredeti cikk szerkesztőit annak laptörténete sorolja fel. Ez a jelzés csupán a megfogalmazás eredetét és a szerzői jogokat jelzi, nem szolgál a cikkben szereplő információk forrásmegjelöléseként.